# Milutin Šoškić
Milutin Šoškić (Peć, 31 de dezembro de 1937 – 27 de agosto de 2022) foi um futebolista e treinador iugoslavo, medalhista olímpico.

## Carreira
Šoškić atuou no Partizan, com o qual conquistou quatro campeonatos nacionais e uma Copa da Iugoslávia, além de alcançar à final da Taça dos Clubes Campeões Europeus (atual Liga dos Campeões da UEFA) em 1966. Fez 177 partidas e marcou um gol enquanto esteve no clube. Também atuou no Colônia de 1966 a 1971, onde encerrou a carreira, participando em 65 jogos.
Na Seleção Iugoslava, obteve a prata no Campeonato Europeu de Futebol de 1960 e o ouro nos Jogos Olímpicos do mesmo ano. Também fez parte do elenco que participou da Copa do Mundo de 1962.

## Morte
Šoškić morreu em 27 de agosto de 2022.